# Tara Nott
Tara Nott, född 10 maj 1972 i Del Rio i Texas, är en amerikansk före detta tyngdlyftare.
Nott blev olympisk guldmedaljör i 48-kilosklassen i tyngdlyftning vid sommarspelen 2000 i Sydney.